# تشارلز إي. شامبرلين
تشارلز إي. شامبرلين هو محامي وسياسي أمريكي، ولد في 22 يوليو 1917 في بلدة لوك في الولايات المتحدة، وتوفي في 25 نوفمبر 2002 في ليسبورغ في الولايات المتحدة بسبب قصور القلب. نشط حزبياً في الحزب الجمهوري. وقد انتخب عضو مجلس النواب الأمريكي ‏.